# 傅淑雲
傅淑雲，津門人，出自於武術世家。1915年在上海出生，常有人誤認她是上海人。12歲時常在街上看到男孩們習武，在家人的支持下，踏上了習武之路。
1933年她受到全國第二屆國術考試的影響，萌生了報考中央國術館的念頭，結果一試即中。在中央國術館中他學習了陳、楊、馬、孫、吳、八卦等6種太極拳，最擅長綿拳和八卦連環腿。
1935年參加全國第六屆國術比賽，獲得器械女人雙人冠軍。1936年被挑選為第十一屆世界奧運會武術表演隊。